# VX Весов
VX Весов (лат. VX Librae) — одиночная переменная звезда в созвездии Весов на расстоянии (вычисленном из значения параллакса) приблизительно 9216 световых лет (около 2826 парсеков) от Солнца. Видимая звёздная величина звезды — от +15,2m до +14,5m.

## Характеристики
VX Весов — оранжевая пульсирующая полуправильная переменная звезда (SR:) спектрального класса K. Эффективная температура — около 3699 К.